# Bakerius sublatus
Bakerius sublatus là một loài côn trùng cánh nửa trong họ Aleyrodidae, phân họ Aleurodicinae.
Bakerius sublatus được Bondar miêu tả khoa học đầu tiên năm 1928.